# Biljett till Burgund
Biljett till Burgund (originaltitel: Passport to Pimlico) är en brittisk komedifilm från 1949 i regi av Henry Cornelius. Filmen hade svensk premiär den 20 mars 1950. Den är en av de sju klassiska Ealingkomedierna.
År 1999 placerade British Film Institute filmen på 63:e plats på sin lista över de 100 bästa brittiska filmerna genom tiderna.

## Handling
Pimlico är en liten stadsdel i London, inte långt från Buckingham Palace. En dag exploderar en kvarglömd bomb från andra världskriget på en gata där, och en grotta som innehåller guld, konst och andra värdefulla föremål uppdagas. Professor Hatton-Jones (Margaret Rutherford) hittar ett gammalt dokument som anger att Pimlico är en del av den franska regionen Burgund. Invånarna förklarar sig snabbt självständiga och döper om stadsdelen till Burgund och går in för en mer kontinental livsstil. Bland annat avskaffas krigsransoneringarna eftersom Pimlico inte är i krig med Nazityskland. Men den brittiska regeringen tänker inte låta dem behålla sin självständighet och sätter in åtgärder.

## Om filmen
Biljett till Burgund har visats i SVT, bland annat 1981 och i mars 2022.

## Rollista (urval)
| Stanley Holloway | – Arthur Pemberton   |
| Betty Warren     | – Connie Pemberton   |
| Barbara Murray   | – Shirley Pemberton  |
| Paul Dupuis      | – Duke of Burgundy   |
| John Slater      | – Frank Huggins      |
| Michael Hordern  | – Inspector Bashford |

## Eftermäle
- Filmen var inspirationen bakom radioprogramserien Mosebacke Monarki av Hasse och Tage.